# Shoulder Mountain
Der Shoulder Mountain (wörtlich übersetzt Schulterberg) ist ein markanter, in der Grundfläche dreieckiger und massiger Berg von über 1000 m Höhe im ostantarktischen Viktorialand. Er ragt in den Prince Albert Mountains an der Nordflanke des unteren Abschnitts des Fry-Gletschers südlich des Mount Creak auf.
Die neuseeländische Nordgruppe der Commonwealth Trans-Antarctic Expedition (1955–1958) nahm 1957 eine Vermessungen des Berges vor und verlieh ihm den deskriptiven Namen.